# 福岡県道542号志賀島循環線
福岡県道542号志賀島循環線（ふくおかけんどう542ごう しかのしまじゅんかんせん）は、福岡県福岡市東区を通る一般県道である。

## 概要
志賀島を一周する県道。
志賀島の海岸部を一周するように敷設されている。島の南東端で福岡県道59号志賀島和白線と接続する。志賀島漁港付近の志賀島地区を抜け、福岡市立志賀島小学校の前を通り海岸沿いに進み、島の中西部にある弘地区を抜け、海岸部を経て島の北側の勝馬地区でやや内陸部を通る。勝馬地区には休暇村志賀島、しかのしま資料館などがある。勝馬地区を抜けた先、島の東側は集落のない海岸部を進む。
福岡県西方沖地震により一部区間で崩落が発生し通行止めとなり、県道を利用して島内を一周することはできなかったが、1年半後の2006年（平成18年）10月18日に全線復旧した。

### 路線データ
- 起点：福岡県福岡市東区大字志賀島（福岡県道59号志賀島和白線起点）
- 終点：福岡県福岡市東区大字志賀島（福岡県道59号志賀島和白線起点）

## 地理

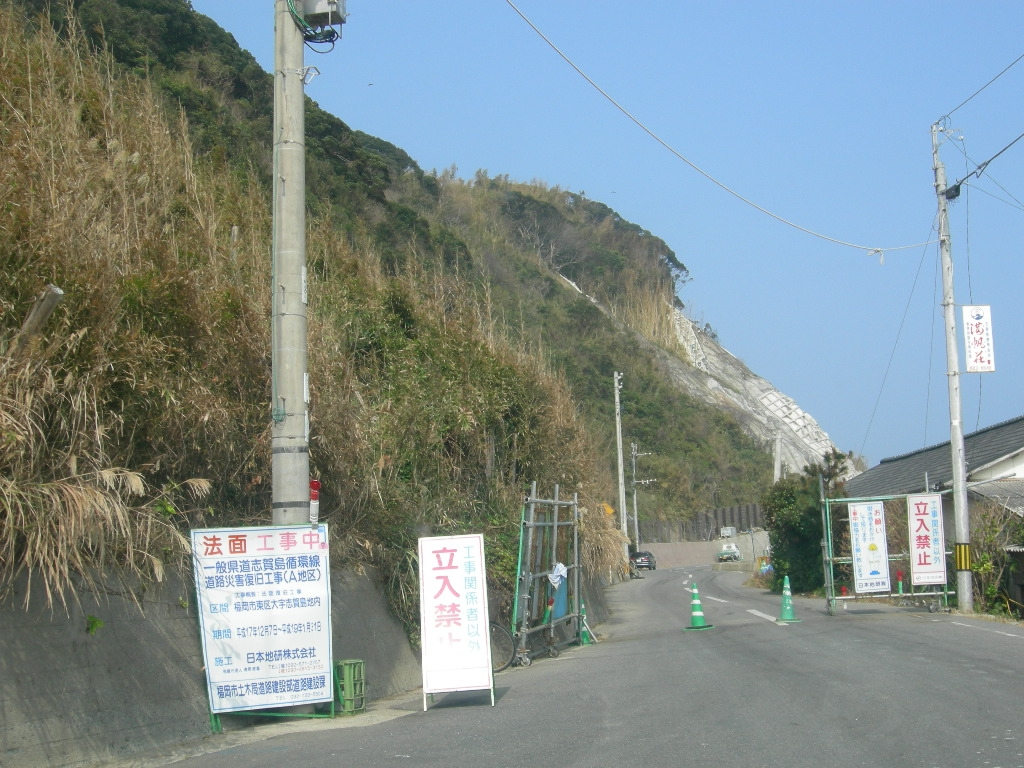
志賀島循環線（福岡県福岡市東区大字志賀島。福岡県西方沖地震の影響で一部区間が通行禁止に指定されていた）

### 通過する自治体
- 福岡市（東区）

### 交差する道路
| 交差する道路             | 交差する場所 | 交差する場所 |
| ------------------------ | ------------ | ------------ |
| 福岡県道59号志賀島和白線 | 大字志賀島   | 起点         |
| 福岡県道59号志賀島和白線 | 大字志賀島   | 終点         |

### 沿線
全体的な志賀島に関する情報は志賀島の記事を参考のこと。
- 福岡市立志賀島小学校
- 休暇村 志賀島
- 福岡市立勝馬小学校
- 志賀海神社
- 潮見展望台
- 二見岩